# Kraftwerk Lethabo
Das Kraftwerk Lethabo (englisch: Lethabo Power Station) ist ein Kohlekraftwerk des staatlichen südafrikanischen Energieversorgers Eskom mit einer installierten Leistung von 3,7 GW in der Provinz Freistaat bei Vereeniging. Die Anlage gehört zur Grundlastversorgung des Landes und liefert ungefähr 10 % der Netzleistung.

## Anlage
Die Kraftwerksanlage besteht aus sechs Blöcken zu je 618 MW, die mit MAN-Turbinen ausgerüstet sind. Der Bau begann 1980, der erste Block ging 1985, der letzte 1990 in Betrieb. Die Stromeinspeisung in das südafrikanische Höchstspannungsnetz erfolgt auf der 275 kV-Ebene. Im Rahmen eines Pilotprojektes wird ein Teil des Eigenbedarfs des Kraftwerks durch eine Solaranlage gedeckt.
Die Anlage ist speziell für die Verbrennung von Kohle mit sehr geringem Heizwert ausgelegt, der ungefähr bei 16 MJ/kg liegt. Dies führt dazu, dass der Anlage bei Volllast pro Tag 50.000 t Brennstoff zugeführt werden müssen und täglich bis zu 20.000 t Asche entstehen. Die Kohle wird im Tagebau gewonnen, der fortlaufend mit dem Abraum wieder verfüllt wird. Asche wird bis zu 50 m über dem gewachsenen Boden aufgeschichtet und mit 35 cm Humus überdeckt.
Während des Baus musste eine Fläche von 350 ha gerodet werden, wobei etwa 190.000 blaue Eukalyptusbäume gefällt werden mussten. Durch die fehlenden Bäume stieg der Grundwasserspiegel, so dass eine der größten Pfählungen Südafrikas errichtet werden musste. Es wurden 11.000 Pfähle von über 25 m Länge verbaut, wobei die oberen 15 m jedes Pfahls vor dem quellenden Lehm der oberen Bodenschicht geschützt werden musste. Unter der Fundamentplatte des Kraftwerks wurden 75 cm Freiraum gelassen, damit sich der darunterliegende Boden ausdehnen und zusammenziehen.

## Probleme in der Entaschung im Herbst 2014
Im November 2014 kam es zu Problemen mit der Entaschung. Nachdem ein Förderband ausgefallen war, wurde der Ascheausstoß durch den Schornstein über die gesetzlich zulässige Grenze erhöht, um das Kraftwerk in Betrieb halten zu können. Die Leistung von Lethobo wurde dringend im Netz benötigt, weil das Kraftwerk Majuba nach dem dortigen Einsturz des Kohlesilos ausgefallen war, so dass auch Wartungsarbeiten hinausgezögert wurden. Obwohl Anlage zu den Schwachlastzeiten heruntergefahren wurde, konnte die Situation nicht unter Kontrolle gebracht werden, so dass am 22. November zwei Blöcke abgeschaltet werden mussten, weil die Aschetrichter unter den Kesseln überfüllt waren und die Anlage in der Asche zu versinken begann. In der darauf folgenden Woche zerstörte ein Blitzeinschlag in den Schornstein Teile des Elektrofilters, so dass auch noch ein dritter Block abgeschaltet werden musste. Die Asche musste mit LKWs abgeführt werden. Am 1. Dezember 2014 sollten wieder alle Blöcke in Betrieb gewesen sein, das Aufräumen des Notaschelagerplatzes dürfte aber noch bis in den März 2015 angedauert haben.